# 天満屋
株式会社天満屋（てんまや、英: Tenmaya Company, Limited）は、岡山県岡山市北区に本社を置く日本の百貨店である。
大手百貨店や大手鉄道会社系の百貨店を除いた、いわゆる地場百貨店としては日本一の売り上げを誇り、自立経営で黒字を維持している。

## 概要
中国地方に別会社を含む百貨店6店舗、商業ビル1店舗を配し、スーパーマーケット・ホテルを中心に20を超える企業を傘下におさめる天満屋グループの中核企業である。また2017年に生え抜きの役員から社長・会長が就任するまでは創業者一族である伊原木家が社長を務める同族経営を行っており、その後も伊原木家の関連企業および人物が株式を保有しているため、岡山県有数の企業グループの中核でありながら未だ非上場である。
同業他社撤退跡への進出（倉敷店、高松天満屋）や郊外型百貨店（広島アルパーク、広島緑井、米子しんまち、福山ポートプラザ）の展開、本店へのバスターミナル建設など地方の実態を熟知した独自の出店手法を取ってきたが、近年は高松天満屋・広島アルパーク店・広島緑井店を閉店、広島八丁堀店も他社へ一括賃貸し事実上撤退するなど、拡大一辺倒だった店舗網を縮小し今後の生き残りを図っている。その他、ロフトのフランチャイジーも営んでいる。
百貨店以外のグループ会社として総合スーパー、食料スーパーの天満屋ストア（天満屋ハピータウン、ハピーマート。東証スタンダード上場）の流通部門がもっとも大きい。ホテルでは、せとうち児島ホテル、ホテルリマーニ等。その他には不動産、警備、人材派遣、情報処理、印刷、旅行代理店、リース等の業種がある。
多くの百貨店は提携クレジットカードを地元信販会社や大手カード会社などが発行しているが、天満屋は地方系百貨店としては珍しくカードの発行を子会社の天満屋カードサービスを通じて自らが行っている（業務代行は三井住友カード。以前はオリエントコーポレーションとの提携カードを発行していた）。
なお、女子陸上競技部と東児が丘マリンヒルズゴルフクラブは本社スポーツ統括事業部が運営している。
岡山店にはかつて地元放送局各社のスタジオや本社が入居していたことがある。

## 沿革
1829年（文政12年）に伊原木茂兵衛が備前西大寺（現在の岡山市東区西大寺）に天満屋小間物店を創業。1918年（大正7年）に天満屋株式会社を設立し、1925年（大正14年）に本店を岡山市に移し、形態を百貨店に改組。 1928年（昭和3年）に商号を株式会社天満屋に改称する。

### 年表
- 1829年（文政12年） : 天満屋小間物店を創業。
- 1918年（大正7年）6月18日 : 天満屋株式会社を設立[1]。
- 1925年（大正14年） : 本店を岡山市に移し、形態を百貨店に改組。
- 1928年（昭和3年） : 商号を株式会社天満屋に改称。
- 1934年（昭和9年） : 倉敷市旭町（現・鶴形1丁目）に倉敷出張所を開設。
- 1937年（昭和12年） : 福山市築切町（現・元町）に福山出張所を開設。
- 1947年（昭和22年） : 福山支店を開業（現・トモテツセブンの場所）。12月10日、昭和天皇が岡山本店に行幸（昭和天皇の戦後巡幸）[4]。
- 1951年（昭和26年） : 福山支店を現在地に移転、福山天満屋に改称。
- 1954年（昭和29年） : 広島天満屋（のちの八丁堀店）を開業。
- 1956年（昭和31年） : 広島天満屋を合併、広島店に改称、同時に各店を岡山店、福山店と改称。
- 1961年（昭和36年） : 岡山駅前の岡山会館ビル地下1階に「岡山会館店」を開業（1980年代始頃に撤退）。
- 1964年（昭和39年） : 倉敷市の菊屋の店舗を倉敷店とする。
- 1981年（昭和56年） : 広島県三原市に三原店を開業（2006年に閉店）。
- 1987年（昭和62年） : コンビニ業界に進出のため、サークルケイ・ジャパンとエリアフランチャイズ契約締結。子会社サークルケイ・ウエストジャパン株式会社を設立。
- 1990年（平成2年）
  - 郊外型百貨店として広島アルパーク店、米子しんまち天満屋を開業。
  - サークルケイ・ウエストジャパン株式会社の株式を譲渡し、コンビニ業界から撤退。
- 1991年（平成3年） : オーストリアのウィーンに日本料理店「ウィーン天満屋」を開業（初の海外事業進出）[5]。
- 1997年（平成9年） : 広島緑井店を開業。
- 1999年（平成11年） : 津山店、福山ポートプラザ店を開業。
- 2000年（平成12年） : 専門店ビル「岡山ロッツ」を開業。
- 2001年（平成13年） : 9月1日、高松天満屋を開業[6]。
- 2003年（平成15年）
  - 天満屋グループ全社で退職金制度を廃止[注釈 1]。
  - 福山ロッツを開業（直営）。
- 2006年（平成18年） : 3月12日、三原店を閉店。
- 2007年（平成19年） : 9月1日、岡山店地下1階食彩館の一部の店舗でICOCA電子マネー決済スタート（その後は倉敷店地下1階生鮮品コーナーにも導入）。
- 2008年（平成20年） : 3月29日、倉敷店を倉敷三越の跡地へ移転。
- 2012年（平成24年） : 3月4日、八丁堀店の直営部分を閉店し、商業ビル化。
- 2013年（平成25年）
  - 4月24日、福山ロッツを閉店。
  - 4月24日、アルパーク天満屋が「アルパーク天満屋周南ショップ」を開設[7]。
- 2014年（平成26年）
  - 1月12日、ウィーン天満屋を閉店[5]。
  - 3月31日、高松天満屋を閉店[6]。
- 2015年（平成27年）
  - 4月24日、天満屋ストアへの初のサテライトショップとして「天満屋鴨方ショップ」を天満屋ハピータウン鴨方店内に開設[8][9][10]。
  - 5月28日、外国人観光客のための岡山表町商店街の免税手続き代行業務を開始[11][12]。
  - 6月1日、天満屋ストアとのポイントカードの相互利用を開始[13]。
- 2016年（平成28年）
  - 1月5日 - 株式会社高松天満屋が解散。2月2日付で特別清算開始。
  - 5月 - 伊原木一朗[注釈 2]が代表取締役社長就任[15]。
- 2017年（平成29年）12月27日 - 常務江國成基が創業家以外から初の代表取締役社長就任[15][16]。代表権のある会長職を復活して同じく創業家以外から専務木住勝美が就任[15]。
- 2019年（平成31年・令和元年）
  - 3月 - 株式会社でりか菜より事業分割し、株式会社でりかエッセンを設立。
- 2020年（令和2年）
  - 1月13日 - 周南ショップを閉店。再び山口県から店舗が無くなる。
  - 1月31日 - 広島アルパーク店を閉店。
  - 3月 - 株式会社おかやま旭川遊覧クルーズを設立。
- 2022年（令和4年）
  - 2月28日 -「岡山ロッツ」閉店。
  - 6月30日 - 広島緑井店を閉店。
- 2024年（令和6年）
  - 4月17日 - 米子しんまち天満屋が「天満屋松江ショップ」を開設[17][18]。

## 天満屋グループ
百貨店事業を核としながら、他にもライフスタイル事業、サービス事業、人材サービス事業、ICT事業、建設・不動産事業など多岐にわたり計20社以上のグループ企業を擁し、天満屋グループを形成している。
以下連結グループ企業と関連会社一覧。
天満屋カードサービス株式会社
クレジット事業
本社：岡山市北区本町6-36 第一セントラルビル4階
天満屋みのり会サービス株式会社
友の会事業
本社：岡山市北区表町2-1-1
株式会社天満屋スポーツパートナーズ
スポーツ施設運営事業
本店：岡山県玉野市下山坂1345 
- 遊プラザテニススクール
- 東児が丘マリンヒルズゴルフクラブ （2007年「ハニカミ王子」・石川遼が優勝したマンシングウェアオープン KSBカップの会場）

株式会社天満屋フィットネス
スポーツ施設運営事業
本社：岡山市南区築港栄町5-9
株式会社天満屋レンタカー
レンタカー事業
本店：岡山市北区中山下2-3-30
株式会社天満屋トラベル
旅行事業
本社：岡山市北区中山下2-3-20 
株式会社岡山京橋クルーズ
運輸事業
本社：岡山市北区表町2-2-31
株式会社山陽セフティ
警備事業
本社：岡山市北区西長瀬1206-7
株式会社セフティパーキング
駐車場事業
本社：岡山市北区西長瀬1206-7
株式会社コーセイカン
印刷事業
本社：岡山県倉敷市下庄1126-6
せとうちデリバリーサービス株式会社
運輸事業
本部：岡山市中区倉益214-1
OEC株式会社
ICT事業
本社：岡山市北区本町6-36 第一セントラルビル3階
株式会社アイアットOEC
IT機器販売・ASP事業
本社：岡山市北区本町6-36 第一セントラルビル9階
株式会社キャリアプランニング
人材サービス事業
本社：岡山市北区本町6-36　第一セントラルビル1階
株式会社キャプラ・ウィッシュ
業務受託事業、就労移行支援
本社：岡山市北区本町6-36　第一セントラルビル
株式会社天満屋ハートネット
請負事業
本社：岡山県高梁市有漢町有漢5706
株式会社ティ・シー・シー
建設・不動産事業、広告事業
本社：岡山市北区本町6-36 第一セントラルビル2階
株式会社でんでん
電気・通信・消防設備工事事業
本社：岡山県倉敷市下庄1126-6
株式会社天満屋ホテルズアンドリゾーツ
ホテル事業
本社：岡山市北区本町６番３６号　
- ホテルリマーニ
- せとうち児島ホテル

株式会社天満屋ストア（関連会社）
小売業
本部：岡山市北区岡町13-16
- 三好野本店
- でりかエッセン
- でりか菜
- ハピーバラエティ

株式会社丸田産業（関連会社）
不動産事業
本社：岡山市北区本町6-36 第一セントラルビル　9階

## 直営店舗

### 岡山本店

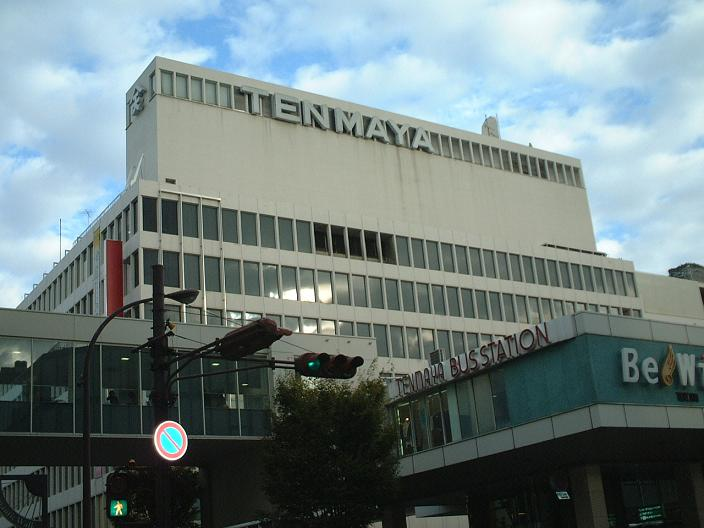
岡山本店

岡山本店は、岡山県岡山市北区表町二丁目1-1にある直営店舗（売場面積 28,632 m2 、地上7階・地下1階）である。
最初に百貨店として営業を始めた店舗であり、登記上の本店も置かれ、売上が最も多い同社の旗艦店である。岡山市内初のエレベーターを設置。隣接する天満屋バスステーションは1949年（昭和24年）に全国初のデパート接続型バスターミナルとして開設された。ただし、バスステーションの開設当初は現在の横島回遊式ではなく、凹敷地へバスの前部から突っ込む形で垂直駐車横並び式であった。
地方百貨店としてはエレベーターガールのいる数少ない店の一つである。夏期は屋上ビアガーデンが開かれる。周辺にはバスステーション2階の「ビーウイング」と地下1階の「天地下タウン」、向いの岡山表町商店街には「リビング館」や「カルチャー館」などの多くの別館がある。「ビーウイング」から連絡通路によって「岡山ロッツ」と結ばれていた。
2021年11月から2022年春にかけて大規模改装を実施。本館1階のシャネル（化粧品）とケイト・スペード　ニューヨーク（ハンドバッグ）の売り場をリニューアルして2021年12月15日にオープン。本館5階の美術画廊・ギャラリーを全面改装して2022年1月2日にオープンし、ギフトサロン・商品券売り場を3階に移動する（3階のギフトサロン・商品券売り場は2021年12月21日にオープン）。また、岡山ロッツ内で営業していた岡山ロフトを2022年春に本館5階に移転する。

### 倉敷店

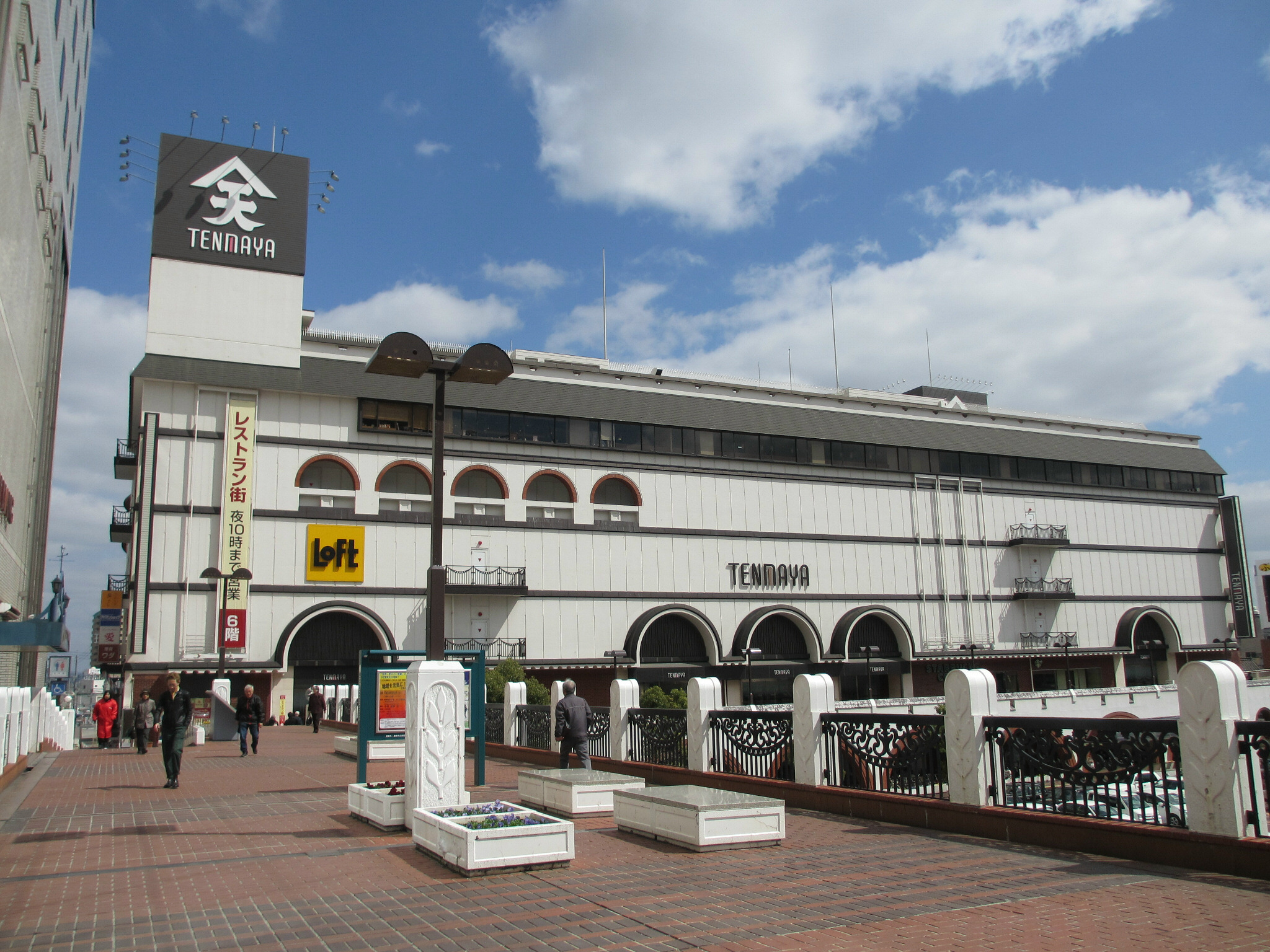
倉敷店

倉敷店は、岡山県倉敷市阿知一丁目にある直営店舗（売場面積 22,126 m2 、地上6階・地下1階）である。
1952年（昭和27年）地元商店主等の出資により「つるや百貨店」として浜田町（前店舗の場所）に開業。
1957年（昭和32年）、経営不振により「菊屋百貨店」に受け継がれ、1961年（昭和36年）天満屋の傘下になり、1964年（昭和39年）の改装を機に倉敷支店と統合された。2008年（平成20年）3月29日、倉敷駅南口のくらしきシティプラザ東ビル（三越跡）に移転、夏の屋上ビアガーデンも復活した。前店舗は取り壊し駐車場になっていたが、穴吹エンタープライズがロイヤルパークホテル倉敷を2020年（令和2年）11月25日に開業した。

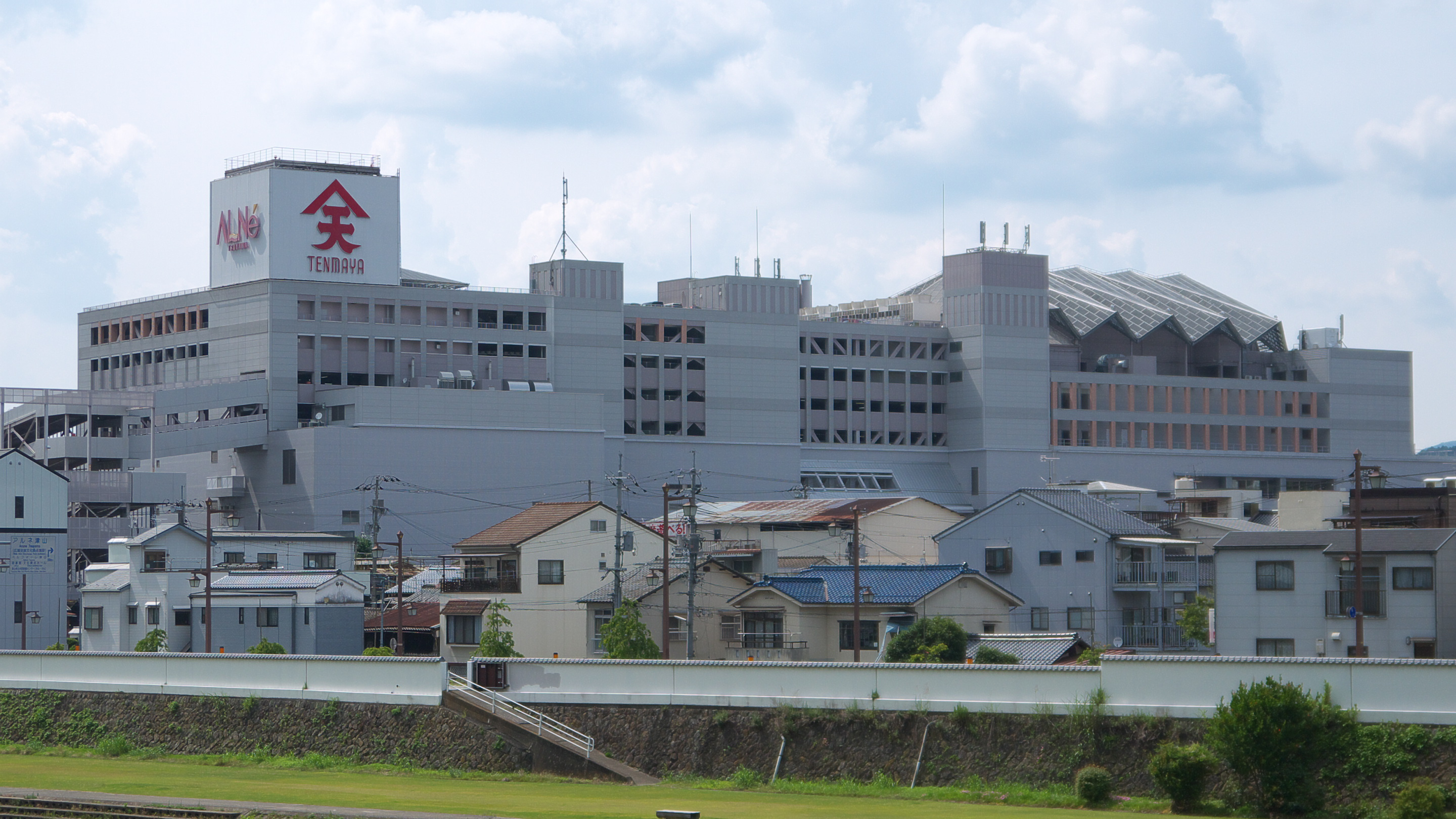
津山店

### 津山店
津山店は、岡山県津山市新魚町にある直営店舗（売場面積 8,295 m2 ）である。

津山市街地再開発区域に完成した「アルネ・津山」の核テナントとして入居し、同施設の1階 - 3階に入居。開業当初は4階まであったが、売上の伸び悩みから縮小されている。

### 福山店

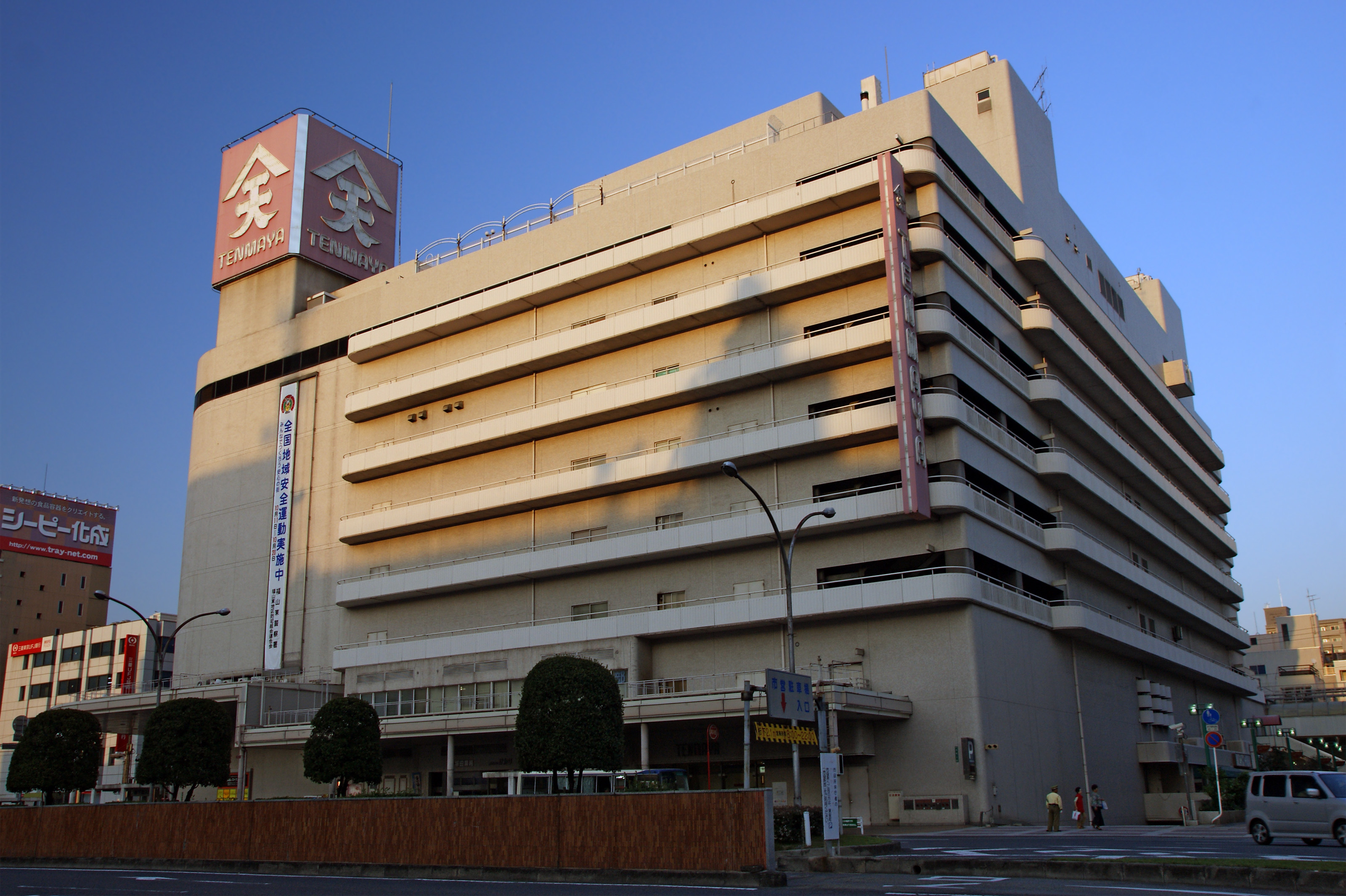
福山店

福山店は、広島県福山市元町1-1にある直営店舗（売場面積 27,222 m2 、地上9階・地下1階）で、広島県1号店である。
1948年（昭和23年）に地元の財界と商店組合の出資で設立された「鳩屋百貨店」が経営不振になり、鳩屋側の要請により買取ったとされている。以降、現在の場所に店舗があったが1984年（昭和59年）に元町地区第一種市街地再開発事業に伴い現在の建物に改築された。解体・改築期間中は福山市東深津町の福山メモリアルパークに隣接した場所に仮店舗を設置して営業していた。

### 福山ポートプラザ店
福山ポートプラザ店は、広島県福山市入船町三丁目にある直営店舗（売場面積 4,285 m2 ）である。
日本化薬が建設したポートプラザ日化A棟1階にテナントとして入居。衣料・雑貨が中心で、店長は福山店長が兼任。売上計上は福山店と同一店として扱われる。

## サテライトショップ
ギフト、食品、衣料品など店舗の一角に設けられる。浅口市の天満屋ハピータウンに1号店をオープン。現在、他店の商業施設、独立店舗を展開している。

### サテライトショップ一覧

#### ハピータウン内テナント
- 鴨方ショップ：天満屋ハピータウン鴨方店
- 高梁ショップ：天満屋ハピータウン高梁店
- 玉野ショップ：天満屋ハピータウン玉野店

#### 単独店舗
- 玉島ショップ：岡山県倉敷市玉島。産業道路沿い。このショップ以外にも、岡山市北区御津野々口にあるショップ等複数存在する。
- 岡山桃太郎空港ショップ：岡山県岡山市北区。岡山桃太郎空港2階。
- 福山市役所ショップ：広島県福山市。福山市役所2階。
- 寺岡病院ショップ：広島県福山市。特定医療法人社団宏仁会　寺岡整形外科病院1階。
- 三原ショップ：広島県三原市。フジグラン三原1階。

## 子会社が運営する店舗

### 米子しんまち天満屋

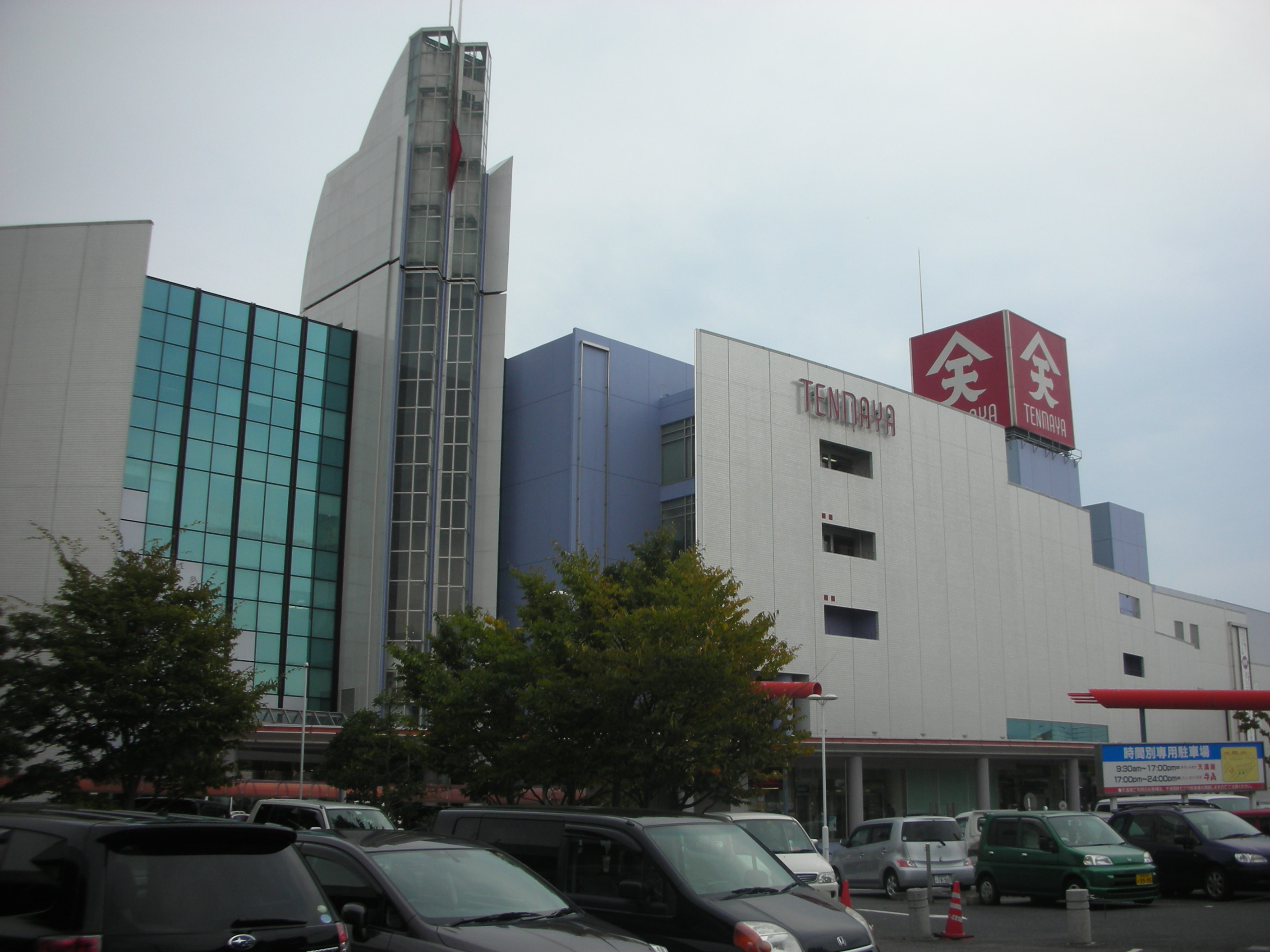
米子しんまち天満屋

米子しんまち天満屋（よなごしんまちてんまや）は、鳥取県米子市西福原二丁目にある店舗（売場面積 17,911 m2 、地上5階）である。
1987年（昭和62年）、不採算により撤退した米子大丸を継承した（株）米子天満屋を設立。その後、市内の旧店舗から現在地に移転、初の郊外型店舗「米子しんまち天満屋」として開業、社名も店舗名と合わせて改称した。百貨店と専門店ゾーンで構成のSCである。2014年（平成26年）11月には、百貨店運営だった生鮮・グロサリーゾーンに地場のスーパーマーケットマルイを導入した。
岡山本店や福山店をはじめとする直営店より売上は低いものの、2016年度には2期連続で増収を達成し、2017年度にも3月から7月の累計売上高が前年同期比で約3％増、入店客数も同0.2％増と伸びたなど、増収傾向となっている。また、鳥取県の百貨店としては同じ米子市にJU米子髙島屋、県庁所在地の鳥取市には丸由百貨店が存在するが、これらを上回る規模・売り上げがある。

#### 天満屋松江ショップ
天満屋松江ショップ（てんまやまつえショップ）は米子しんまち天満屋の支店で、島根県松江市朝日町に2024年（令和6年）4月17日開設。同年1月14日をもって一畑百貨店が閉店し、島根県から百貨店が姿を消したことから、外商の顧客対応のために設置されたものである。

## 商業ビル

### 天満屋八丁堀ビル

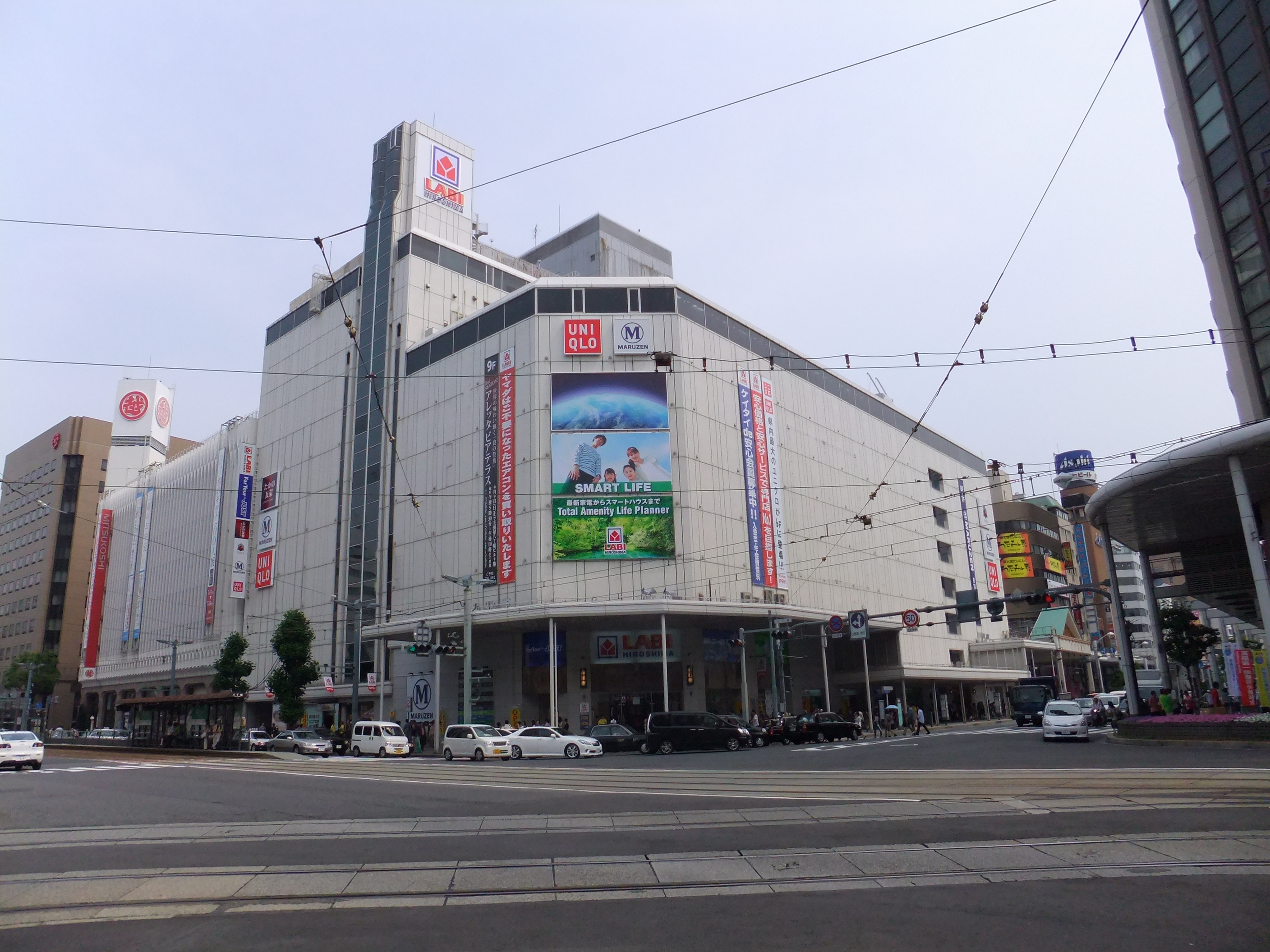
天満屋八丁堀ビル

天満屋八丁堀ビル（てんまやはっちょうぼりビル）は、広島県広島市中区胡町5-22 にある商業ビル（売場面積 21,959 m2 、地上11階・地下1階）である。
2012年（平成24年）3月まで天満屋八丁堀店として百貨店として使われていたものを商業ビルに転換。以前は、百貨店激戦地の紙屋町・八丁堀地区に立地する広島市内で福屋八丁堀本店に次いで古い店舗だった。1954年（昭和29年）に経営不振になった広島中央百貨店（1949年開業）に出資し、天満屋の関連会社広島天満屋に改組した。1956年（昭和31年）に吸収され天満屋広島店になり、その後、同市内にアルパーク店が開業したため八丁堀店に改称された。競争の激しい地区にあって、他店との差別化と売上増加を図るため、 2010年（平成22年）10月に7階と催事場に使われていた8階を使って「MARUZEN＆ジュンク堂書店」が入居した。2011年（平成23年）9月30日に天満屋が、直営部分の地下1階から6階の閉店を発表し、2012年（平成24年）3月4日に閉店。直営部分の閉店後は、商業ビル『天満屋八丁堀ビル』として運営されている。2012年（平成24年）6月より、核店舗『ヤマダ電機LABI広島』がオープン。同年9月にはユニクロもオープンした。

## かつての店舗

### 三原店
三原店（みはらてん）は、広島県三原市城町1-3-1にあった店舗（地上7階・地下1階）である。
1981年（昭和56年）、三原駅前の再開発事業完成に伴いペアシティ三原東館に核テナントとして開業。2006年（平成18年）3月閉店。閉店後に建物は解体され、跡地は芝生広場に整備された。外商の既存顧客対応は福山店がフジグラン三原内に設置した三原ショップで行っている。

### 福山ロッツ

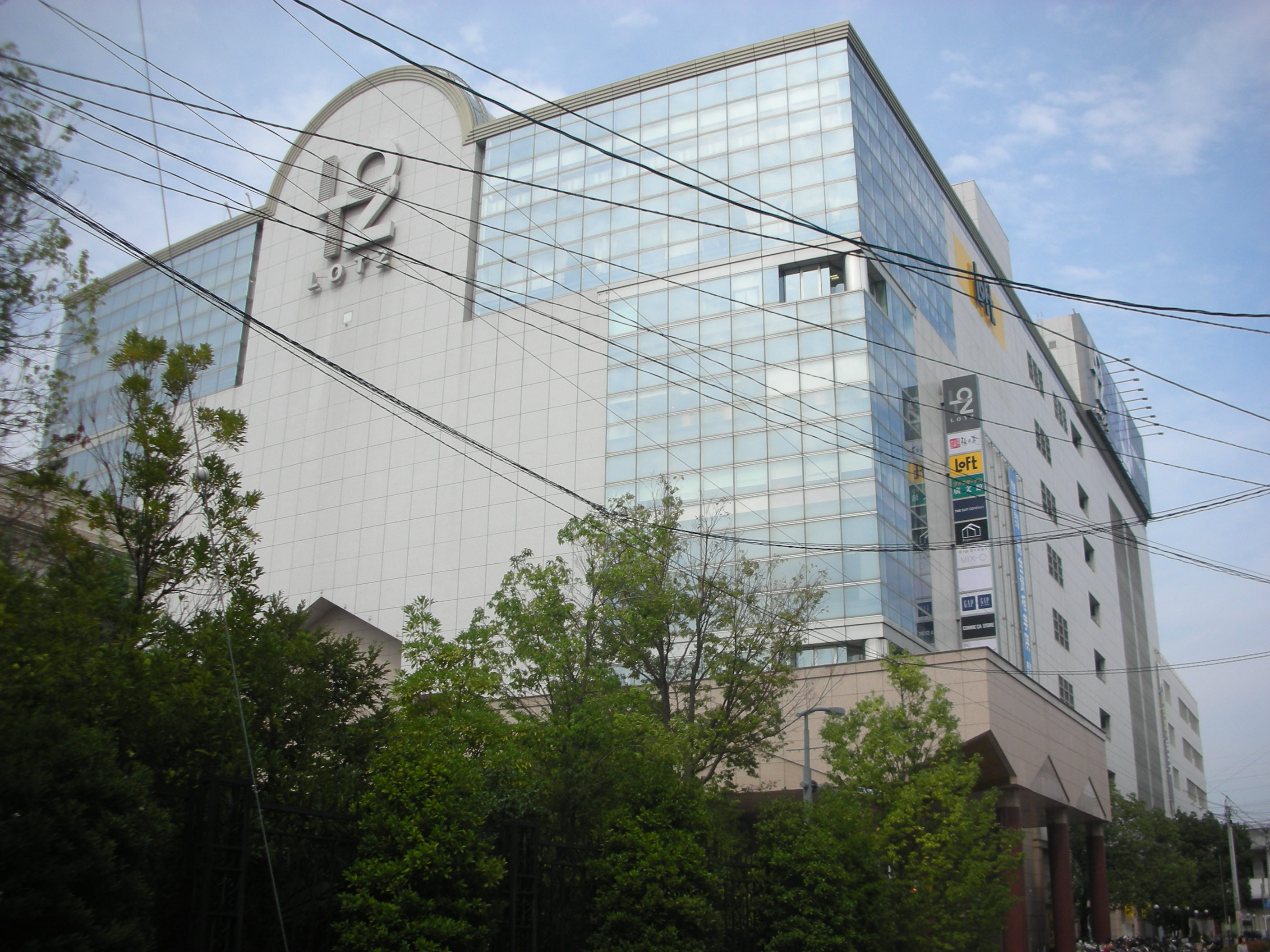
福山ロッツ

福山ロッツ（ふくやまロッツ）は、広島県福山市西町一丁目の福山市所有の建物にテナント入居した直営店舗（売場面積 34,400m2 、地上9階・地下2階）である。
1992年（平成4年）に福山そごうが開業したが経営難により2000年（平成12年）に撤退し福山市が建物を購入、10年の賃貸契約を結び、2003年（平成15年）に福山そごうの跡に開業。フロア構成は地下1階が食料品、7階が天満屋直営の家具売場、8階が飲食店街、9階がカルチャーなど、百貨店形式を踏襲している。主なテナントはコムサストア・ギャップ・ロフト・ヴィレッジヴァンガード・廣文館、他。2013年（平成25年）4月24日に閉店する事が発表された。閉店後は、大和ハウス工業系の大和情報サービスが後継委託運営先になることが2012年（平成24年）9月12日に決定。2013年（平成25年）1月9日に、閉店後に新たに開業する施設名称を『Rim-F』にすると福山市が発表。予定通り4月24日に閉店したのち同年9月12日に『RiM-f』（リム・ふくやま） に生まれ変わった。

### 高松天満屋

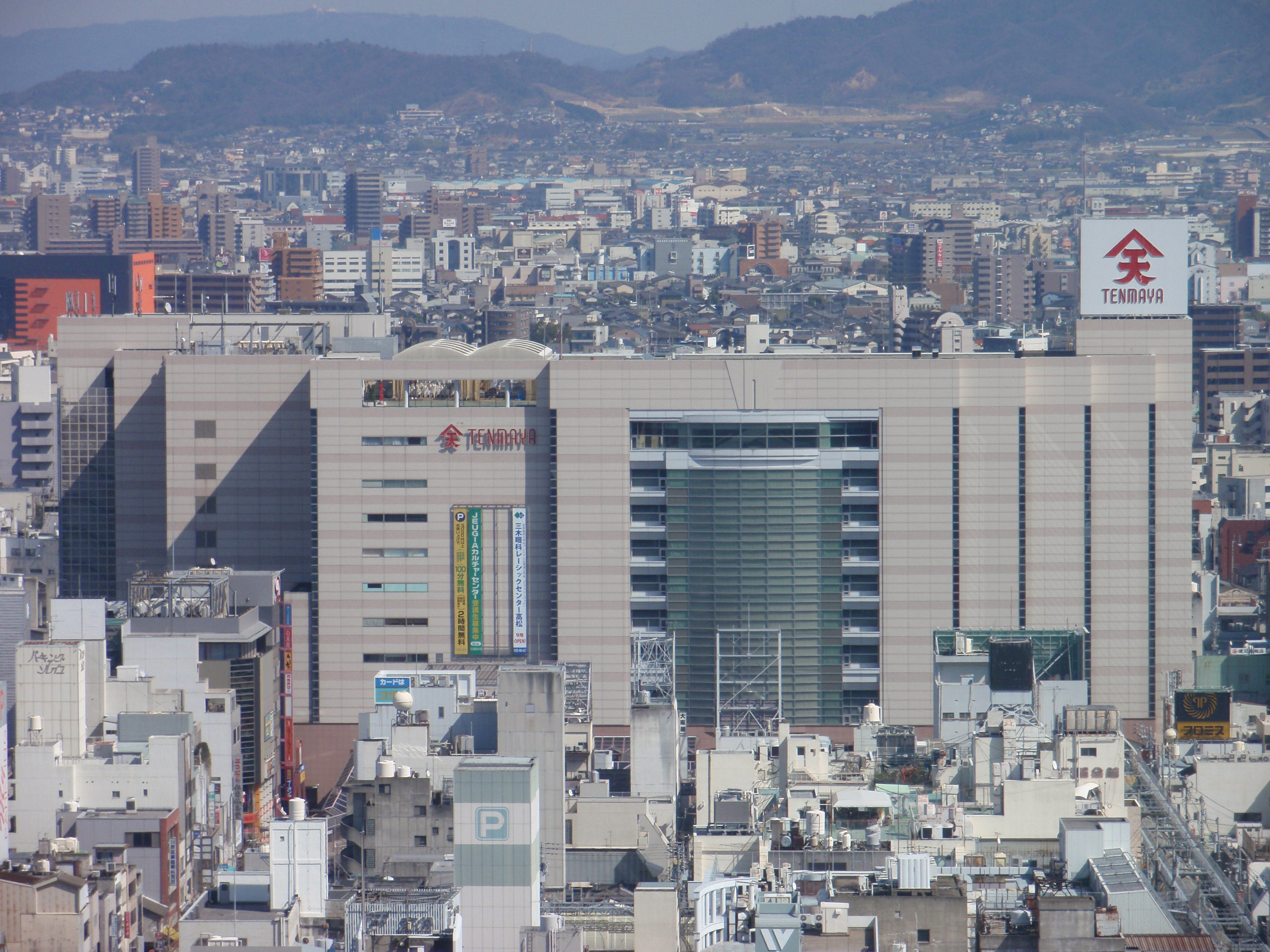
高松天満屋

高松天満屋（たかまつてんまや）は、香川県高松市常磐町一丁目にあることでん瓦町駅に併設されたコトデン瓦町ビルに開設されていた店舗（34,914 m2 、地上10階（9階は除く）・地下1階）である。
2001年（平成13年）、経営難により撤退したコトデンそごうの後に（株）高松天満屋を設立・入居。瓦町駅に併設されたターミナル型店舗で、単独店舗としては最大だった。屋上に乳幼児向けの各施設を完備、夏期はビアガーデンも開かれた。8階に入居していたロフトは天満屋本体ではなく、子会社であり運営会社の高松天満屋によるフランチャイズ店舗であった。なお、セブン&アイ・ホールディングスによる直営でないことは天満屋内のロフト全店と共通している。2014年（平成26年）3月末で閉店。2016年1月に会社も解散、同月特別清算となった。外商の既存顧客対応は岡山本店が郊外の多肥下町に設置した高松出張所で行う。また、丸亀町参番街東館には同じく岡山本店が管轄する「天満屋ロイヤルジュエリーサロン高松」が営業しているほか、丸亀町グリーンに移転した高松ロフトも運営している。

### アルパーク店

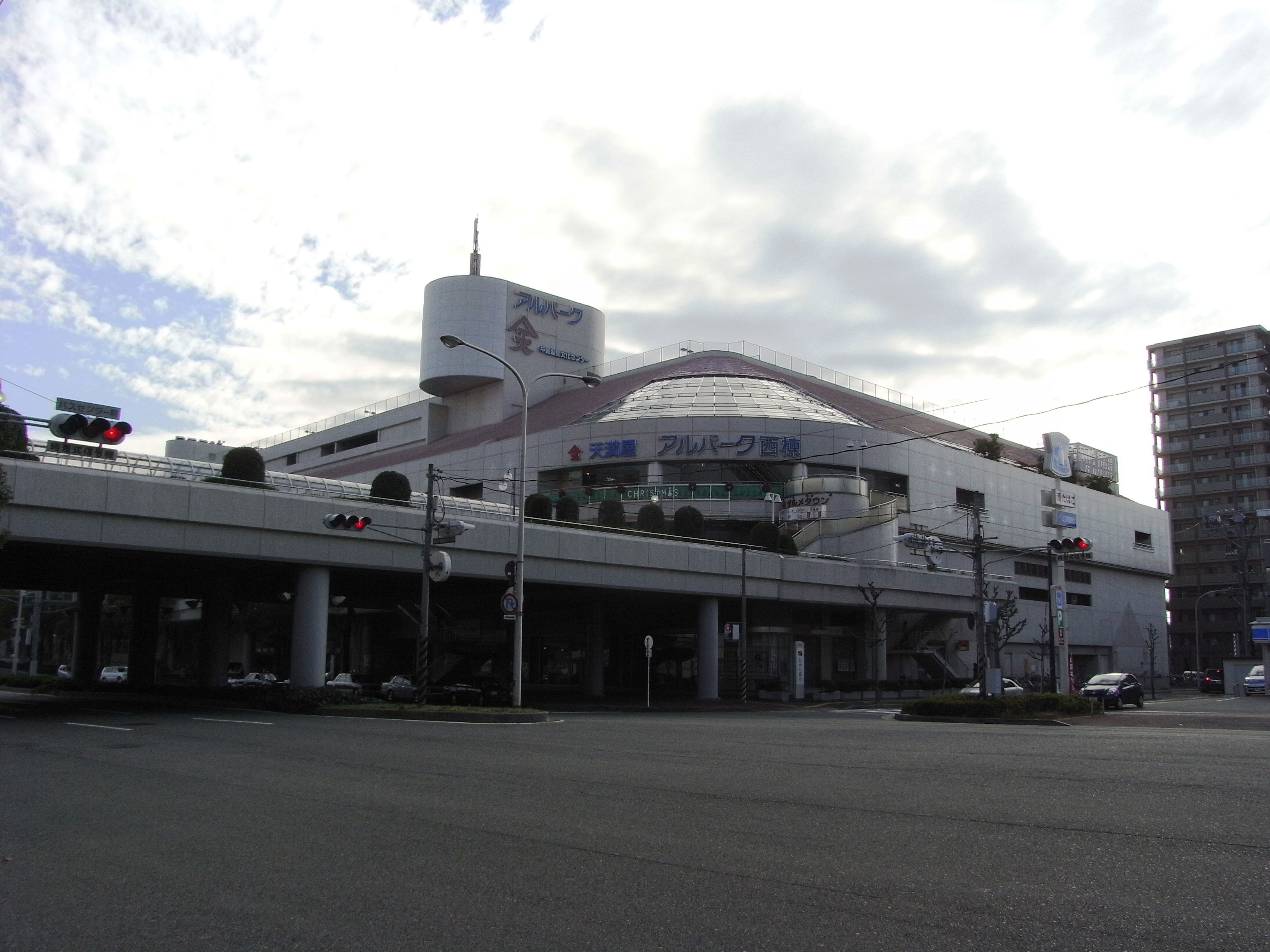
広島アルパーク店

アルパーク店は、広島県広島市西区井口明神一丁目にあった直営店舗（売場面積 26,954 m2 ）である。
三井不動産が開発した広電ストアとの2核1モール型ショッピングセンターアルパークの西館（1階 - 4階）に核テナントとして入居。4時間まで無料の駐車場を完備。開業時は広島市佐伯区および廿日市市を商圏としていたが、JR西日本新井口駅に直結しているため、山口県東部を含む広い範囲から集客しており、2009年（平成21年）5月の中国新聞の調査では、山口県岩国市および柳井市において市民が最もよく利用する商業施設として、両市内の店舗を抑えてアルパーク店が1位となった。そんな店舗だったが、LECTやTHE OUTLETS HIROSHIMAなどの出店等によって売上は激減し、2020年1月31日をもって閉店した。この閉店に先立ち、支店の周南ショップも閉鎖された。（後述）

#### アルパーク天満屋周南ショップ
アルパーク天満屋周南ショップはアルパーク店の支店で、山口県周南市みなみ銀座に2013年（平成25年）4月24日開設。2013年（平成25年）2月28日に閉店した近鉄松下百貨店子ども館が入居していたビルの1･2階を使用し、1階は婦人・紳士服を、2階はギフト商品などを扱い、開設時に採用された店員の多くが近鉄松下百貨店の元店員であった。なお、山口県内ではかつて岩国市に小規模店舗を出店していたことがある（2010年閉店）ので、この店舗は山口県初進出店舗ではない。
アルパーク店が2020年1月31日に閉店することにより、この店舗も少し早く、1月13日付で閉店した。これにより、再び山口県から店舗が無くなった。

### 広島緑井店
広島緑井店は、広島県広島市安佐南区緑井五丁目にあった直営店舗（売場面積 16,425 m2 、地上4階・地下1階）である。郊外型の単独店舗、屋上・4階・地下は駐車場であった。
2022年6月末に営業終了。跡地はフジ・リテイリングが取得する。

## 歴代社長
- 初代 : 伊原木茂平衛
- 2代 : 初代伊原木藻平 茂平衛の甥
- 3代 : 二代伊原木藻平 初代藻平の甥
- 4代 : 伊原木伍朗 （旧姓:松沢）
- 5代 : 伊原木一衛 （1960年7月 - 1998年5月）
- 6代 : 伊原木隆太 （1998年5月 - 2012年6月）：現岡山県知事、一衛の長男
- 7代 : 伊原木省五 （2012年6月 - 2016年5月）：一衛の弟
- 8代 : 伊原木一朗 （2016年5月 - 2017年12月）：一衛の弟、省五の兄謙二の長男
- 9代 : 江國成基 （2017年12月 - 2022年3月）：創業家以外から初の社長[15]
- 10代：斎藤和好（2022年4月-現職）

## 女子陸上競技部
1992年（平成4年）創部。2019年現在の総監督は武冨豊。働く女性の象徴的な存在とすることと、同年8月に1992年バルセロナオリンピックで銀メダル（のち1996年アトランタオリンピックでも銅メダル）を獲得した有森裕子が地元・岡山市出身ということで、マラソン熱が高まったことを受けて創設された。
岡山市を拠点とし、オリンピック・世界陸上などに出場する、女子の長距離走・マラソンランナーを多数輩出。地元の陸上界では知らぬ者のいない強豪チームとして知られている。ユニフォームのカラーはピンク。ユニフォームの表記は「てんまや」。「天満→天馬」という理由から、ジャージにはペガサスが描かれている。
なおオリンピックには、2000年シドニーオリンピック代表の山口衛里、2004年アテネオリンピック代表の坂本直子、2008年北京オリンピック代表の中村友梨香、ロンドンオリンピック代表の重友梨佐と、4大会連続で天満屋から女子マラソン代表選手が誕生した。2016年リオデジャネイロオリンピックでは所属選手の代表入りを逃したものの、2020年東京オリンピックへは2大会ぶりに前田穂南が、女子マラソン日本代表に内定している。
また2010年（平成22年）の第30回記念全日本実業団女子駅伝では、念願であったチーム初優勝を果たした。

### 歴代所属選手と主な成績
- 小松ゆかり
  - 1995年（平成7年）
    - 名古屋国際女子マラソン 2位（2:29:41）
    - イェーテボリ世界陸上女子マラソン 12位（2:35:33・距離不足の為参考記録）

  - 1998年（平成10年） 
    - 名古屋国際女子マラソン 5位（2:28:48）
    - シドニーマラソン 優勝（2:29:09）
- 山口衛里
  - 1995年（平成7年） : 北海道マラソン 2位（2:32:47）
  - 1998年（平成10年） : 北海道マラソン 優勝（2:27:36）
  - 1999年（平成11年） : 東京国際女子マラソン 優勝（2:22:12）
  - 2000年（平成12年） : シドニーオリンピック女子マラソン 7位入賞（2:27:03）
- 松尾和美
  - 1999年（平成11年） : 北海道マラソン 優勝（2:32:14）
  - 2000年（平成12年） : ベルリンマラソン 優勝（2:26:15）
  - 2001年（平成13年）
    - 名古屋国際女子マラソン 優勝（2:26:01）
    - エドモントン世界陸上女子マラソン 9位（2:29:57）
- 松岡理恵
  - 2001年（平成13年）
    - 大阪国際女子マラソン 3位（2:27:50）
    - エドモントン世界陸上女子マラソン 22位（2:34:45）

  - 2002年（平成14年）
    - パリマラソン (Paris Marathon) 3位（2:24:33）
    - 東京国際女子マラソン 2位（2:25:02）
- 坂本直子
  - 2003年（平成15年）
    - 大阪国際女子マラソン 3位（2:25:51）
    - パリ世界陸上女子マラソン 4位入賞（2:25:25）

  - 2004年（平成16年）
    - 大阪国際女子マラソン 優勝（2:25:29）
    - アテネオリンピック女子マラソン 7位入賞（2:31:43）
- 森本友
  - 2006年（平成18年） : ウィーン国際マラソン (Vienna Marathon) 優勝（2:24:33）
  - 2008年（平成20年） : 大阪国際女子マラソン 2位（2:25:34）
  - 2010年（平成22年） : ベルリンマラソン 3位（2:26:10）
  - 2011年（平成23年） : 北海道マラソン 優勝（2:33:45）
- 中村友梨香
  - 2008年（平成20年）
    - 名古屋国際女子マラソン 優勝（2:25:51）
    - 北京オリンピック女子マラソン 13位（2:30:19）

  - 2009年（平成21年）
    - ベルリン世界陸上女子10000m 7位入賞（31分14秒39・距離不足の為参考記録）
    - ベルリン世界陸上女子5000m 12位（15分13秒01）
- 重友梨佐
  - 2012年（平成24年）
    - 大阪国際女子マラソン 優勝（2:23:23）
    - ロンドンオリンピック女子マラソン 78位（2:40:06・ドーピング違反者が出た為当初79着から繰り上げ）

  - 2015年（平成27年）
    - 北京世界陸上女子マラソン 14位（2:32:37）

  - 2017年（平成29年）
    - 大阪国際女子マラソン 優勝（2:24:21）
- 小原怜
  - 2015年（平成27年）
    - ホクレンディスタンスチャレンジ網走大会女子10000m 3位（31分48秒31）
    - 北京世界陸上女子10000m 22位（32分47秒74）

  - 2016年（平成28年）
    - 名古屋ウィメンズマラソン 3位（2:23:20）

  - 2019年（令和元年）
    - 大阪国際女子マラソン 2位（2:25:46）
- 前田穂南
  - 2017年（平成29年）
    - 北海道マラソン 優勝（2:28:48）

  - 2018年（平成30年）
    - 大阪国際女子マラソン 2位（2:23:48）
    - 山陽女子ロードレース・ハーフマラソン 優勝（1:09:12）

  - 2019年（令和元年）
    - マラソングランドチャンピオンシップ 優勝（2:25:15）

  - 2024年（令和6年）
    - 大阪国際女子マラソン 2位（2:18:59）[33]。
- 谷本観月
  - 2018年（平成30年）
    - 函館マラソン・ハーフマラソン 優勝（1:12:40）
    - 山陽女子ロードレース・ハーフマラソン 5位（1:11:02）

  - 2019年（平成31年・令和元年）
    - 名古屋ウィメンズマラソン 11位（2:25:28）
    - ドーハ世界陸上女子マラソン 7位入賞（2:39:09）

### 全日本実業団女子駅伝の成績
| 回 | 開催日         | 順位 | タイム        | 出場選手                                                             |
| -- | -------------- | ---- | ------------- | -------------------------------------------------------------------- |
| 12 | 1992年12月13日 | 13   | 2時間22分40秒 |                                                                      |
| 13 | 1993年12月12日 | 4    | 2時間18分47秒 | C.マクナマラ、佐藤真奈美、山口衛里、小松ゆかり、川崎麻衣子、原田賀世 |
| 14 | 1994年12月11日 | 13   | 2時間20分30秒 |                                                                      |
| 15 | 1995年12月10日 | 11   | 2時間19分57秒 |                                                                      |
| 16 | 1996年12月8日  | 12   | 2時間19分45秒 |                                                                      |
| 17 | 1997年12月14日 | 7    | 2時間18分16秒 | 松尾和美、橋本真由美、山口衛里、小松ゆかり、松岡理恵、森本久美子     |
| 18 | 1998年11月29日 | 2    | 2時間16分01秒 | 山本奈美枝、小林雅代、松岡理恵、松尾和美、山口衛里、濱田礼子         |
| 19 | 1999年12月12日 | 5    | 2時間17分00秒 | 松岡理恵、小林雅代、山口衛里、坂本直子、松尾和美、山本奈美枝         |
| 20 | 2000年12月10日 | 9    | 2時間19分38秒 |                                                                      |
| 21 | 2001年12月9日  | 3    | 2時間16分32秒 | 坂本直子、松尾和美、松岡理恵、山崎智恵子、山本奈美枝、北山由美子     |
| 22 | 2002年12月8日  | 5    | 2時間16分15秒 | 天羽恵梨、山崎智恵子、松岡理恵、挽地美香、坂本直子、北山由美子       |
| 23 | 2003年12月14日 | 4    | 2時間15分55秒 | 山崎智恵子、辻麻紗美、坂本直子、坂藤裕美、北山由美子、挽地美香       |
| 24 | 2004年12月12日 | 6    | 2時間16分02秒 | 山崎智恵子、泉有花、坂本直子、森本友、中村友梨香、挽地美香           |
| 25 | 2005年12月11日 | 2    | 2時間15分46秒 | 中村友梨香、浦田佳小里、山岸万里恵、山崎智恵子、北山由美子、泉有花   |
| 26 | 2006年12月17日 | 3    | 2時間14分51秒 | 泉有花、浦田佳小里、中村友梨香、坂藤裕美、山岸万里恵、重友梨佐       |
| 27 | 2007年12月16日 | 3    | 2時間16分06秒 | 泉有花、浦田佳小里、中村友梨香、寺田恵、森本友、挽地美香             |
| 28 | 2008年12月14日 | 4    | 2時間16分29秒 | 泉有花、挽地美香、中村友梨香、栗栖由江、重友梨佐、浦田佳小里         |
| 29 | 2009年12月13日 | 2    | 2時間15分38秒 | 泉有花、小原怜、中村友梨香、坂本直子、重友梨佐、浦田佳小里           |
| 30 | 2010年12月12日 | 優勝 | 2時間14分35秒 | 泉有花、小原怜、中村友梨香、栗栖由江、重友梨佐、浦田佳小里           |
| 31 | 2011年12月18日 | 4    | 2時間18分32秒 | 小原怜、浦田佳小里、中村友梨香、釘尾実来、重友梨佐、坂本直子         |
| 32 | 2012年12月16日 | 6    | 2時間19分15秒 | 翁田あかり、中村友梨香、小原怜、坂本直子、重友梨佐、栗栖由江         |
| 33 | 2013年12月15日 | 3    | 2時間18分49秒 | 翁田あかり、谷本観月、重友梨佐、松浦七実、小原怜、浦田佳小里         |
| 34 | 2014年12月14日 | 16   | 2時間20分28秒 | 翁田あかり、谷本観月、重友梨佐、永田美結、小原怜、藤田友里恵         |
| 35 | 2015年12月13日 | 8    | 2時間16分15秒 | 西脇舞、岡本茶貴、小原怜、藤井純奈、重友梨佐、前田穂南               |
| 36 | 2016年11月27日 | 6    | 2時間16分50秒 | 西脇舞、谷本観月、小原怜、岡本茶貴、前田穂南、重友梨佐               |
| 37 | 2017年11月26日 | 6    | 2時間18分54秒 | 谷本観月、西脇舞、小原怜、松下菜摘、前田穂南、重友梨佐               |
| 38 | 2018年11月25日 | 2    | 2時間16分19秒 | 谷本観月、西脇舞、前田穂南、三宅紗蘭、松下菜摘、小原怜               |
| 39 | 2019年11月24日 | 4    | 2時間15分38秒 | 谷本観月、谷口亜未、前田穂南、松下菜摘、三宅紗蘭、小原怜             |
| 40 | 2020年11月22日 | 11   | 2時間17分51秒 | 三宅紗蘭、谷本観月、前田穂南、松下菜摘、大東優奈、小原怜             |
| 41 | 2021年11月28日 | 12   |               |                                                                      |
| 42 | 2022年11月27日 | 13   |               |                                                                      |

谷口亜未、※ 第12回 〜 第30回は岐阜県、第31回以降は宮城県で開催。